# Audra Daujotienė
Audra Daujotienė (* 2. Januar 1953 in Region Krasnojarsk, Russland) ist eine litauische liberale Politikerin, ehemalige Vizebürgermeisterin der Stadtgemeinde Klaipėda.

## Leben
Sie wuchs in der Familie der litauischen Sibirien-Deportierten auf. Erst 1957 kam sie nach Litauen. Nach dem Abitur 1971 an der 4. Mittelschule Klaipėda  absolvierte Audra Daujotienė 1976 das Diplomstudium der Mechanik an der Fakultät  Automatik am Kauno politechnikos institutas in Kaunas und wurde Ingenieurin der automatischen Steuerung.
1976 war sie Systemtechnikerin am  „Baltijos“-Werk Klaipėda. Von 1997 bis 2000 war sie Stellvertreterin, von 2000 bis 2003 und ab 2007 Beraterin von Eugenijus Gentvilas, des Bürgermeisters von Klaipėda. Von 1997 bis 2010 war sie Mitglied im Stadtrat.
Ab 1995 war Audra Daujotienė Mitglied von   Liberalų ir centro sąjunga.
Ihr Mann ist Vidmantas. Sie haben die Kinder Andrius und Valdas.